# Ornolac-Ussat-les-Bains
Ornolac-Ussat-les-Bains är en kommun i departementet Ariège i regionen Occitanien i södra Frankrike. Kommunen ligger  i kantonen Tarascon-sur-Ariège som ligger i arrondissementet Foix. År 2022 hade Ornolac-Ussat-les-Bains 248 invånare.

## Befolkningsutveckling
Antalet invånare i kommunen Ornolac-Ussat-les-Bains
Referens: INSEE

## Galleri

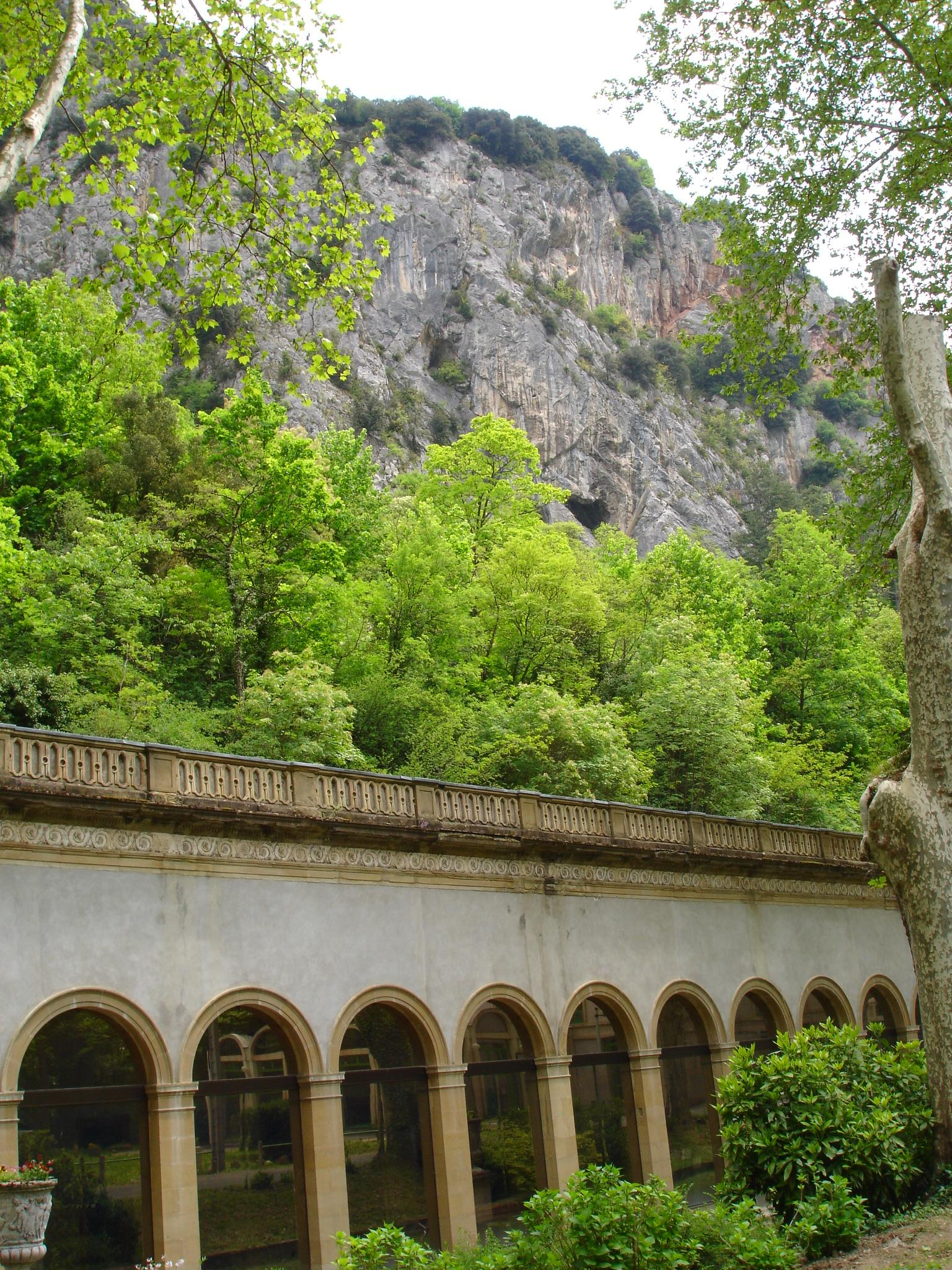